# Richard Holtze

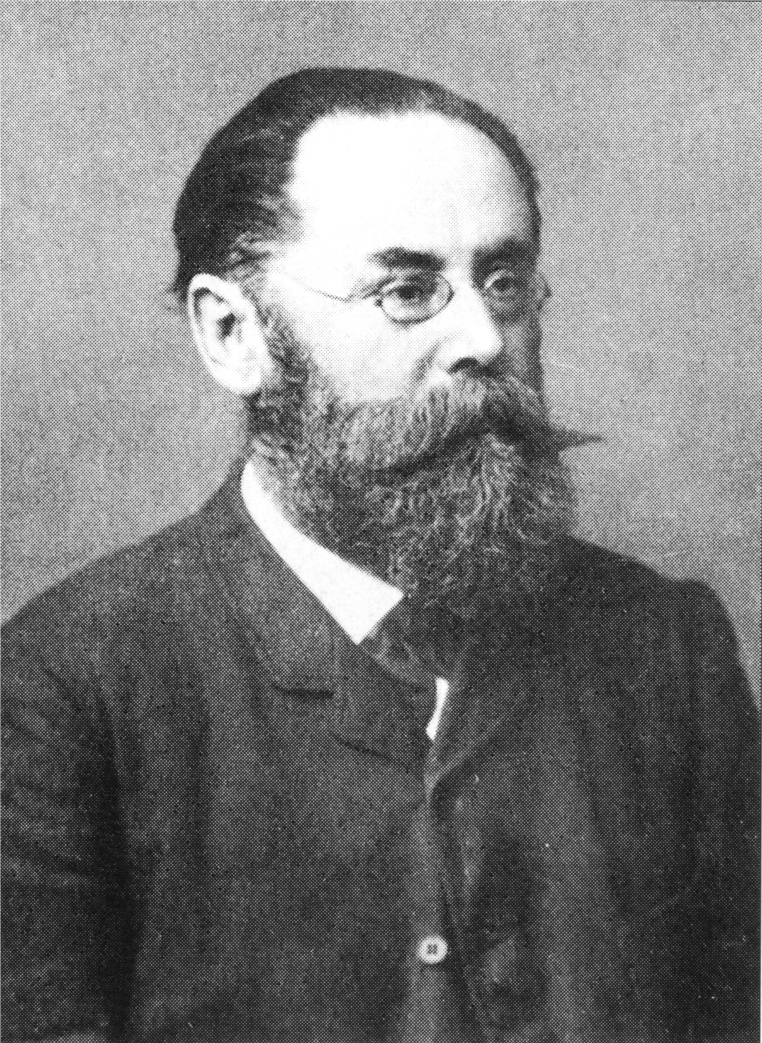
Richard Holtze

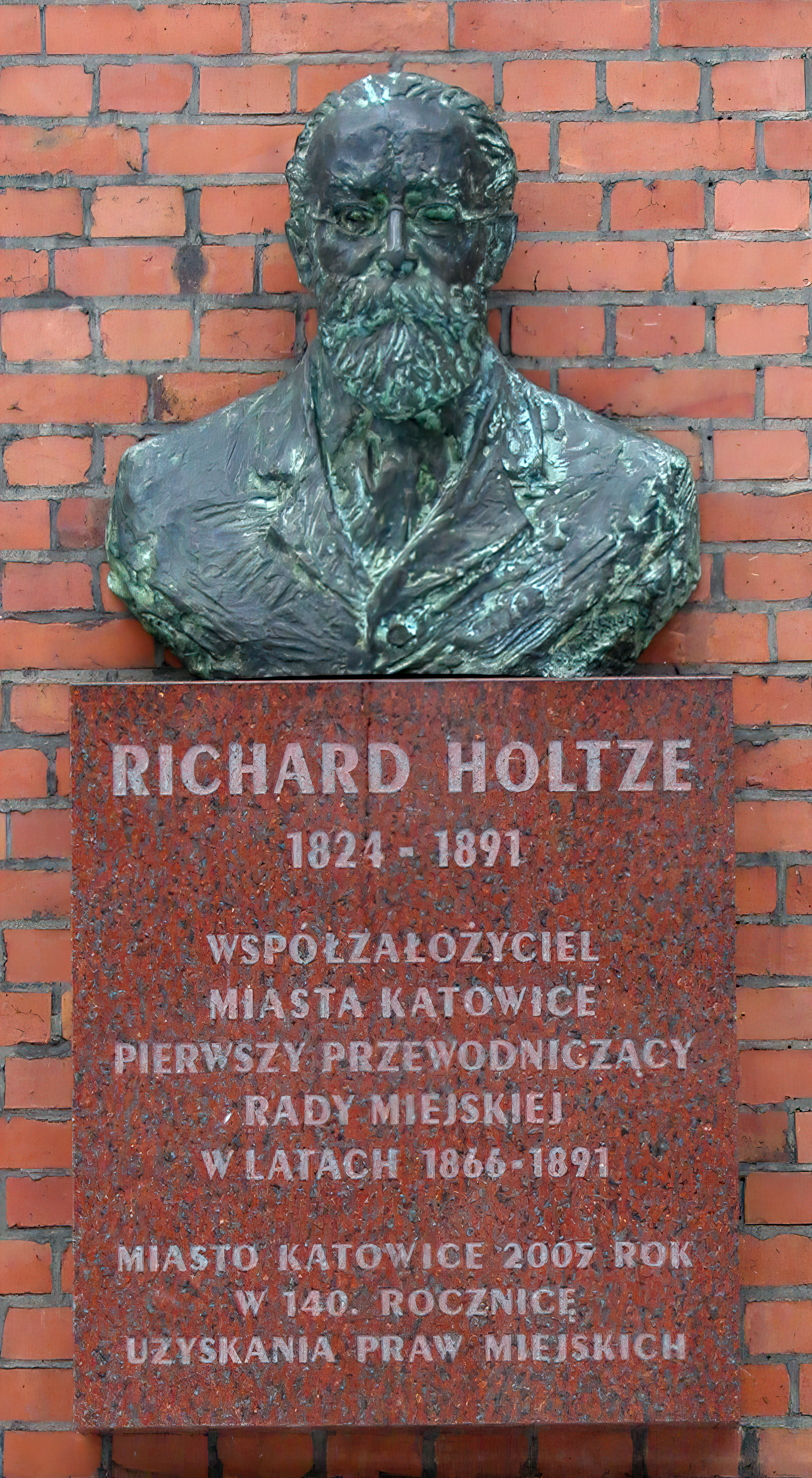
Richard Holtze, Gedenktafel in Kattowitz ul. Mickiewicza 5

Richard Holtze (* 9. Februar 1824 in Belk, Kreis Rybnik; † 27. Januar 1891 in Kattowitz) war ein Arzt, Abgeordneter des Preußischen Abgeordnetenhauses und der erste und langjährige Stadtratsvorsitzender von Kattowitz.

## Leben
Richard Holtze war der älteste Sohn einer kinderreichen Familie eines Gutsverwalters. Er besuchte das Gymnasium in Gleiwitz und studierte anschließend Medizin in Breslau.
1851 kam Holtze ins Dorf Kattowitz, wo er sich als Arzt niederließ. Zusammen mit dem Industriellen und Reichstagsabgeordneten Friedrich Wilhelm Grundmann, dessen Tochter Bertha er 1857 heiratete, hatte er entscheidenden Anteil an der Entwicklung des Dorfes Kattowitz zum Industrieort, der schließlich 1865 das Stadtrecht erlangte.
1866 fanden die ersten Stadtratswahlen in Kattowitz statt. Am 3. März wählten die Bürger aus 342 Kandidaten die 18 Stadtverordneten und an deren Spitze Holtze. Dass er sowohl polnisch als auch deutsch fließend sprach, wirkte sich dabei vorteilhaft für seine Wahl zum Vorsitzenden des Stadtrats aus. Am 4. April wählten die Stadtverordneten das Magistratskollegium, d. h. den ersten Bürgermeister Louis Diebel aus Krappitz, seinen Vertreter Herrn Rossel und vier Stadträte.
Neben seiner politischen Aktivitäten wurde Holtze zum Stadtarzt, der täglich etwa 100 überwiegend mittellose Patienten pro bono behandelte. Er war Mitbegründer der Kattowitzer Freimaurerloge "Johannis-Loge zum Licht im Osten zu Kattowitz" und deren erster Meister vom Stuhl.
Holtze war auch außerhalb von Kattowitz politisch aktiv. In Jahren den 1877 bis 1883 war er Abgeordneter der Nationalliberalen Partei im Preußischen Abgeordnetenhaus.

## Publikationen
- Die Stadt Kattowitz – Eine kulturhistorische Studie. 1871